# جيمس لويس كونولي
جيمس لويس كونولي (بالإنجليزية: James Louis Connolly)‏ هو قسيس أمريكي، ولد في 15 نوفمبر 1894 في فول ريفر في الولايات المتحدة، وتوفي في 12 سبتمبر 1986.